# Neushoornvogels
Neushoornvogels (Bucerotidae) zijn een familie van vogels uit de orde van Bucerotiformes. Neushoornvogels komen voor in Afrika, tropisch Azië, Nieuw-Guinea en de Salomonseilanden. De hoornraven werden vroeger ook tot de neushoornvogels gerekend; ze behoren wel tot dezelfde orde, maar niet tot deze familie.
Dierentuinen over de gehele wereld houden de dieren vanwege hun opvallende uiterlijk graag in gevangenschap.

## Beschrijving
Een opvallend kenmerk van alle neushoornvogels is de gebogen snavel, die veel aan die van de niet-verwante toekans doet denken. Deze snavel is bij veel soorten felgekleurd. Behalve bij de soorten uit het geslacht Tockus zit er boven op de snavel een gekrulde "hoorn". Dit deel van de snavel is meestal hol en bestaat uit los botweefsel. Alleen bij de helmneushoornvogel (Rhinoplax vigil) is de hoorn van massief bot.
Neushoornvogels zijn relatief grote, slank gebouwde vogels met een lange nek en korte brede vleugels en vaak een lange staart die bestaat uit tien staartpennen. Bepaalde delen van de kop en de nek bestaan uit naakte huid met opvallende kleuren.
Alle neushoornvogels nestelen in boomholtes. Het vrouwtje wordt "ingemetseld" totdat er een klein gaatje overblijft. Hierdoor zijn zij en haar nakomelingen beschermd tegen predatoren. Het mannetje is verantwoordelijk voor de voedselvoorziening tot aan het uitvliegen van de jongen.

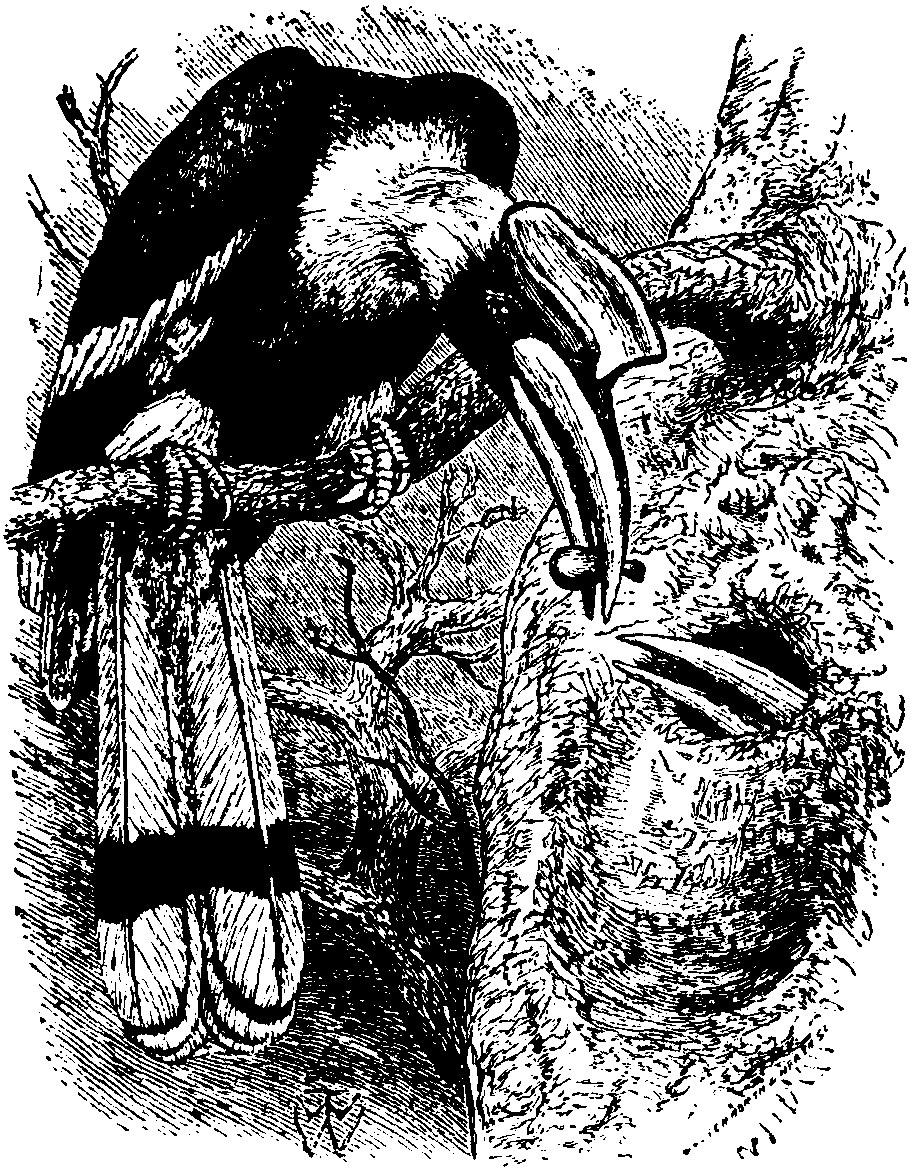
Neushoornvogel die het vrouwtje voert in haar nestholte

## Geslachten

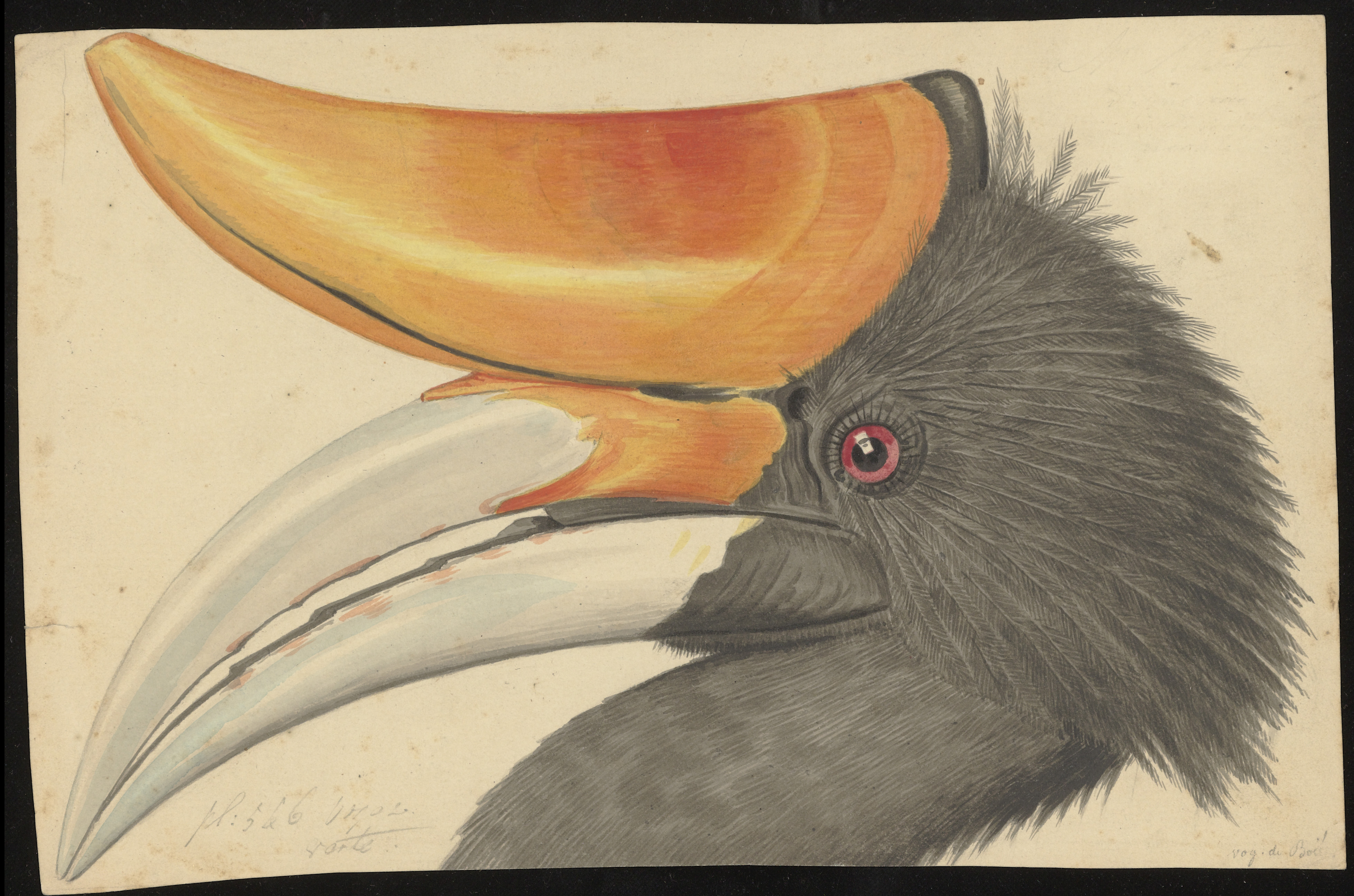
Gewone neushoornvogel
(ca. 1827), Indonesië. Naturalis

De familie telt vijftien geslachten:
- Geslacht Aceros (1 soort: himalayajaarvogel)
- Geslacht Anorrhinus (3 soorten neushoornvogels)
- Geslacht Anthracoceros (5 soorten neushoornvogels)
- Geslacht Berenicornis (1 soort: langkuifneushoornvogel)
- Geslacht Buceros (3 soorten neushoornvogels)
- Geslacht Bycanistes (6 soorten neushoornvogels)
- Geslacht Ceratogymna (2 soorten neushoornvogels)
- Geslacht Horizocerus (2 soorten tokken)
- Geslacht Lophoceros (8 soorten tokken)
- Geslacht Ocyceros (3 soorten tokken)
- Geslacht Penelopides (5 soorten neushoornvogels )
- Geslacht Rhabdotorrhinus (4 soorten jaarvogels/neushoornvogels)
- Geslacht Rhinoplax (1 soort: helmneushoornvogel)
- Geslacht Rhyticeros (6 soorten jaarvogels)
- Geslacht Tockus (10 soorten tokken)

## Verspreiding en status op de rode lijst
De ongeveer 60 soorten neushoornvogels komen voor in Afrika onder de Sahara en van India tot de Filipijnen en de Salomonseilanden. De geslachten Bycanistes, Ceratogymna, Tockus, Horizocerus komen alleen in Afrika voor. Er zijn geen geslachten die zowel in Azië als in Afrika voorkomen.
Alle neushoornvogels zijn vogels die uitsluitend in bomen leven. De hoornraven, die vroeger ook tot de neushoornvogels werden gerekend, zijn vogels die in savannes op de grond leven. Van de meer dan 20 soorten die alleen in Afrika voorkomen zijn 13 soorten kenmerkend voor open bosgebieden en savannes en sommige hiervan zijn goed aangepast aan droge gebieden. De overige soorten zijn vogels van dicht oerwoud.
In Azië zijn bijna alle soorten uitgesproken bosbewoners en een enkele soort leeft in savanne-achtig gebied. In India zijn tien soorten neushoornvogels, negen soorten komen ook voor in omliggende landen; één soort de Ceylonese tok (Ocyceros gingalensis) is endemisch voor Sri Lanka.
In de buurt van de Andamaneilanden, op het eilandje Narcondam, komt een endemische soort voor, de narcondamneushoornvogel (Rhyticeros narcondami); het is een in zijn voortbestaan bedreigde vogelsoort.
De bonte neushoornvogel (Anthracoceros albirostris) is een soort met een groot verspreidingsgebied van India via Indochina tot in Indonesië; het is geen bedreigde vogelsoort.
Anorrhinus austeni staat als gevoelig op de rode lijst en komt alleen voor van in Zuidwest China en Indochina. De gewone jaarvogel (Rhyticeros undulatus) is geen bedreigde soort en heeft een groot verspreidingsgebied dat reikt van India tot Borneo en Java. De dubbelhoornige neushoornvogel (Buceros bicornis) is echter een gevoelige soort met ook een verspreidingsgebied dat reikt van India, de Himalaya tot aan Sumatra. De himalayajaarvogel (Aceros nipalensis) is een kwetsbare soort die voorkomt in een groot gebied van India tot in Indochina (West-Thailand en Noordwest Vietnam). De bruine neushoornvogel (Anorrhinus tickelli) is een gevoelige soort die voorkomt in Indochina (Myanmar en zuidwestelijk Thailand). De kleine jaarvogel (Rhyticeros subruficollis) is een kwetsbare soort die voorkomt van Myanmar tot op het schiereiland Malakka.
In een gebied dat reikt van Malakka tot Sumatra en Borneo komen voor: de gewone neushoornvogel (Buceros rhinoceros, op alle Grote Soenda-eilanden), de maleise jaarvogel (Aceros corrugatus), de zwarte neushoornvogel (Anthracoceros malayanus), de langkuifneushoornvogel (Berenicornis comatus), de helmneushoornvogel (Rhinoplax vigil) en de zwartkuifneushoornvogel (Anorrhinus galeritus). Vijf van de zes soorten staan als gevoelig op de rode lijst.
Op het eiland Sulawesi komen twee endemische soorten voor: de sulawesi-jaarvogel (Aceros cassidix) en Temmincks neushoornvogel (Penelopides exarhatus). Op de Filipijnen zijn acht soorten endemisch, één soort de Waldens jaarvogel (Aceros waldeni) is ernstig bedreigd en twee soorten, de visayaneushoornvogel (Penelopides panini) en de mindoroneushoornvogel (P. mindorensis) zijn bedreigd. De palawanneushoornvogel (Anthracoceros marchei) is kwetsbaar, de Filipijnse jaarvogel (Aceros leucocephalus) en de rosse neushoornvogel (Buceros hydrocorax) zijn "gevoelig". Op de Sulu-eilanden (Filipijnen) komt nog een ernstige bedreigde, endemische soort voor de sulu-neushoornvogel (Anthracoceros montani). De papoea-jaarvogel (Rhyticeros plicatus) komt voor op Nieuw-Guinea, de Molukken en de Salomonseilanden.

## Foto's

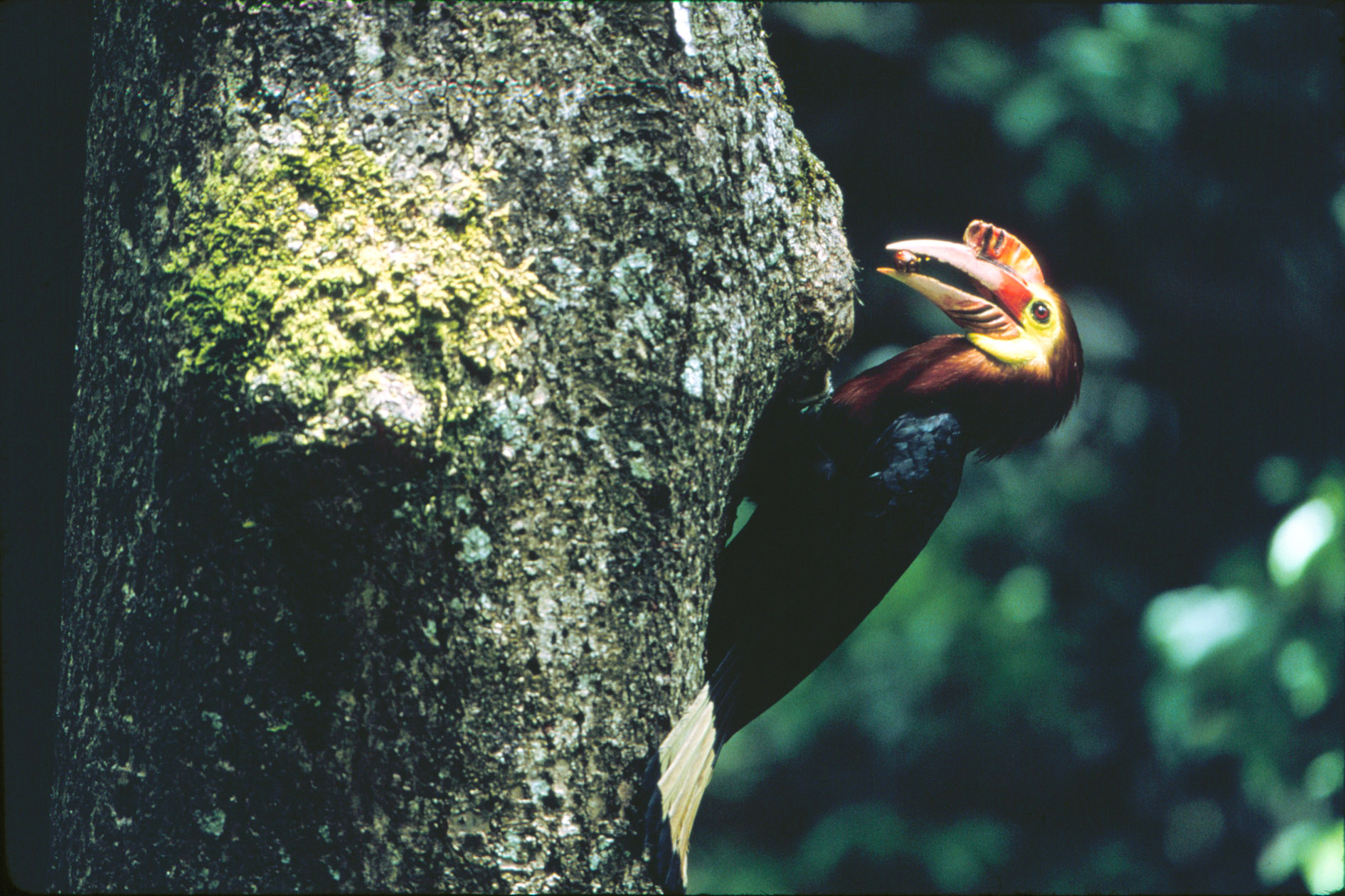
Waldens jaarvogel (Aceros waldeni)
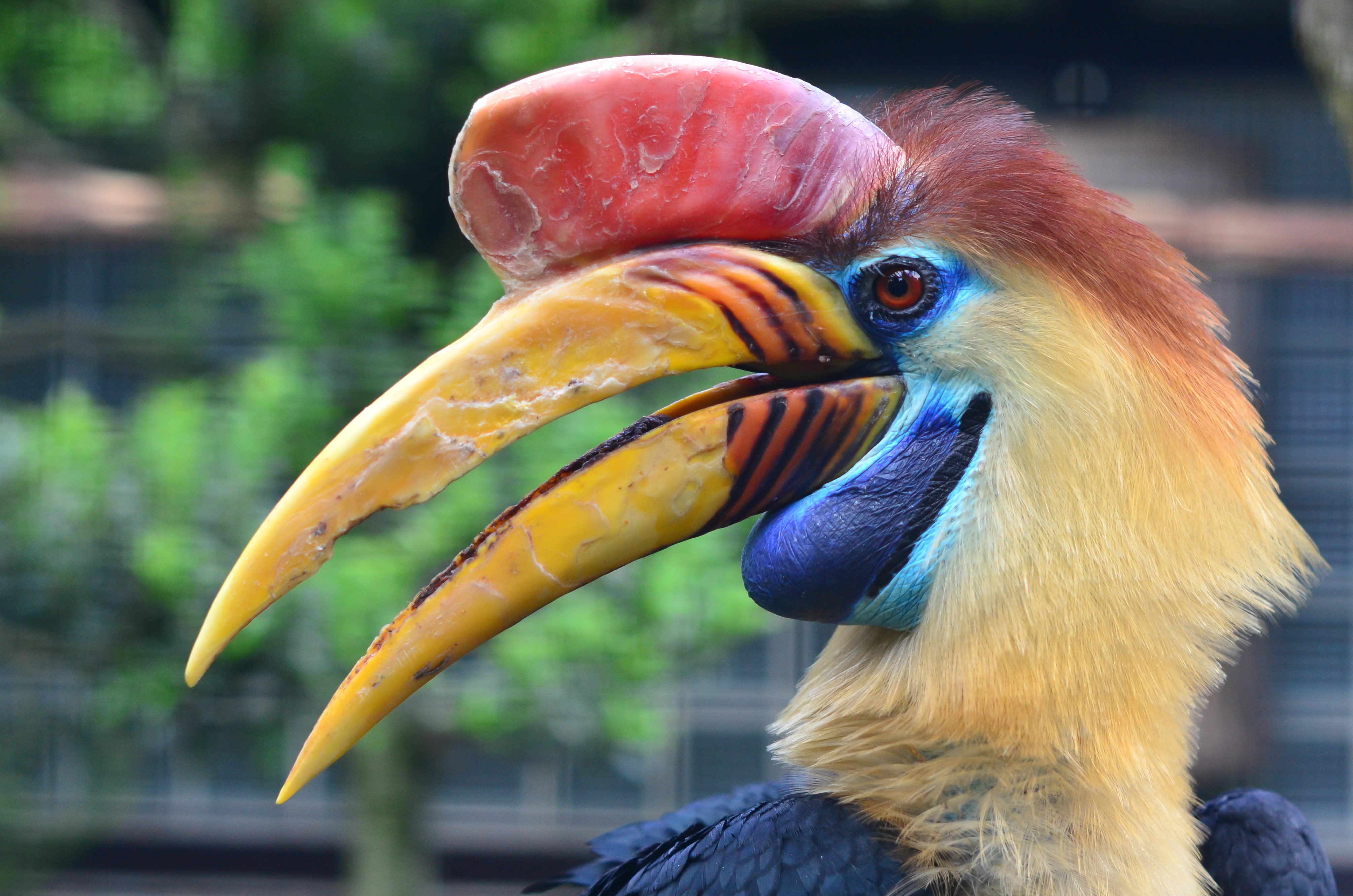
Sulawesi-jaarvogel in het Vogelpark Walsrode (Aceros cassidix)
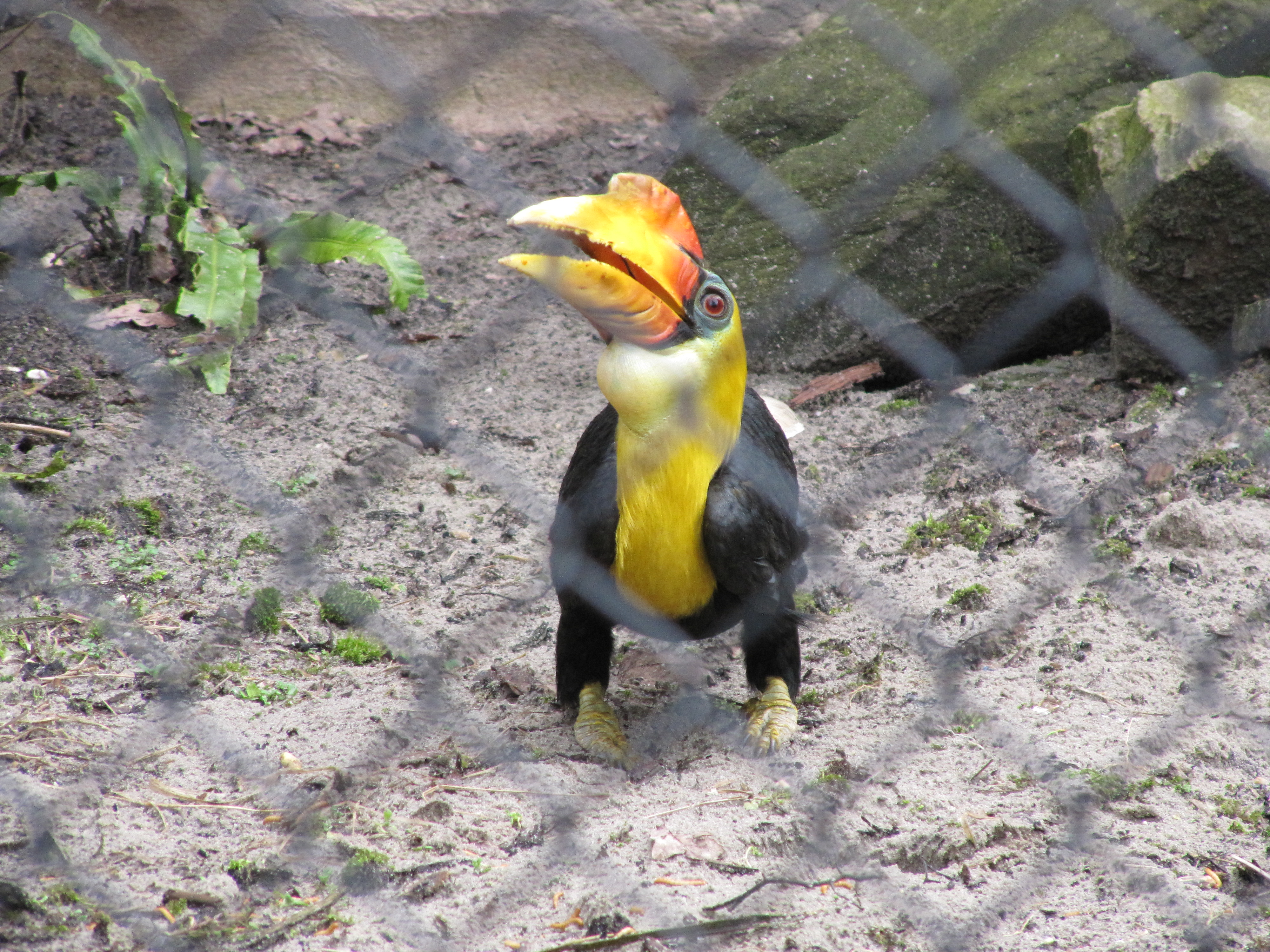
Maleise jaarvogel (Aceros corrugatus)
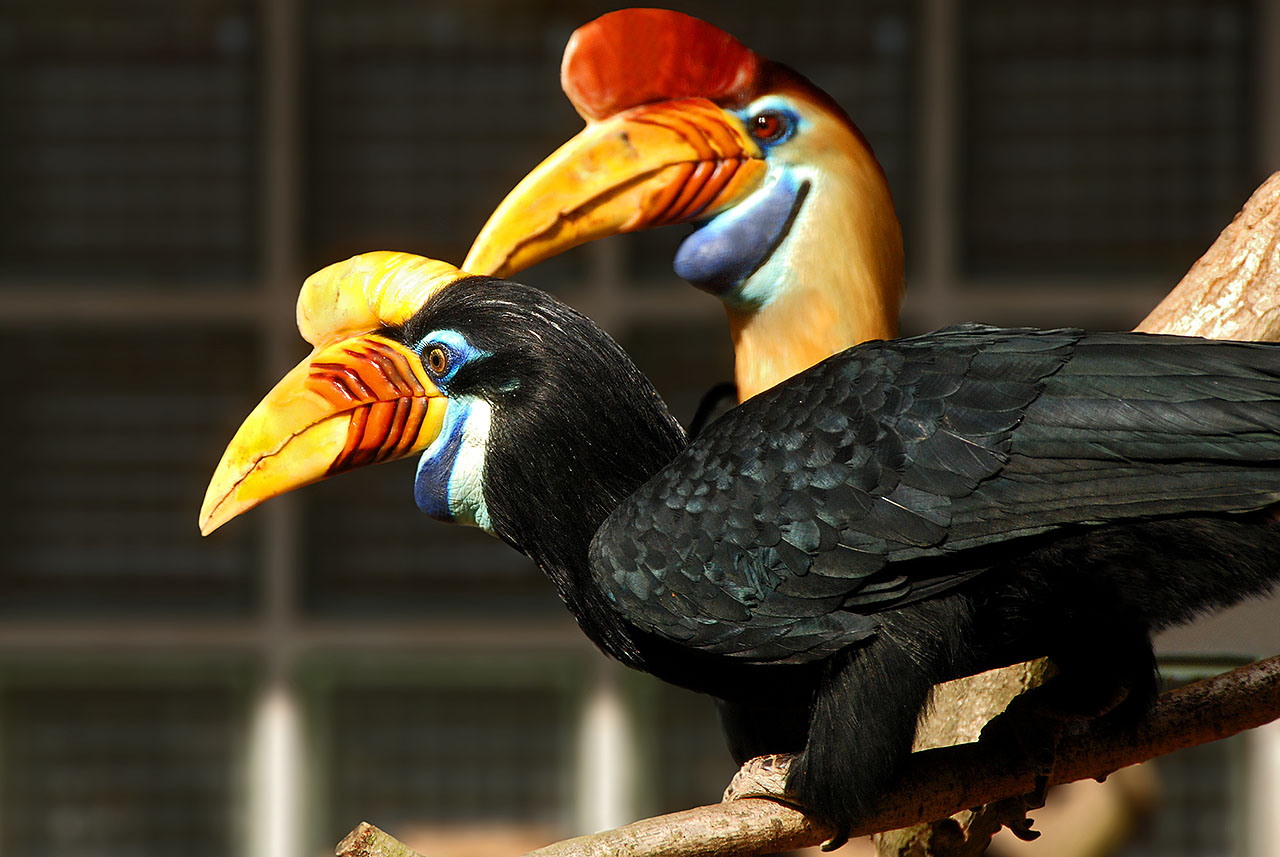
Sulawesi-jaarvogels (Aceros cassidix)
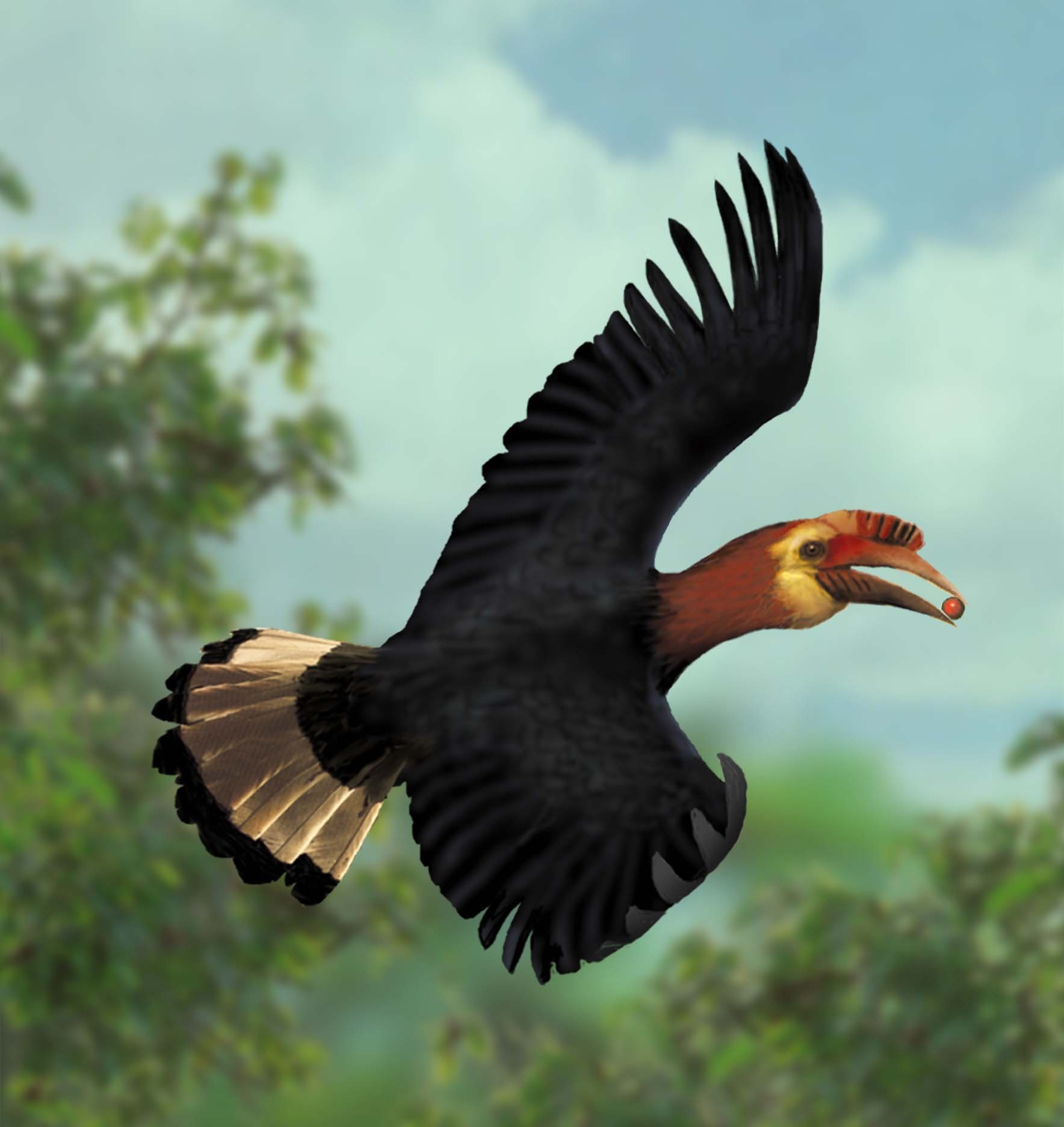
Waldens jaarvogel (Aceros waldeni)
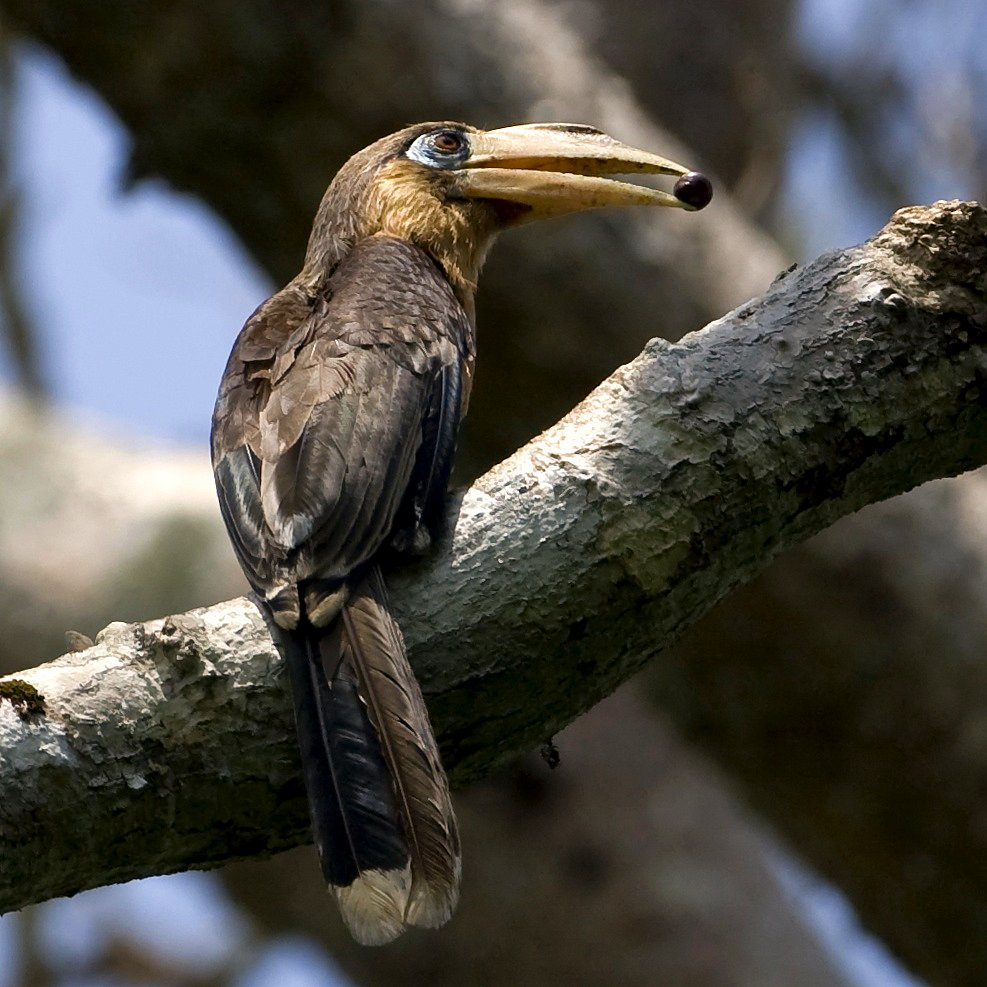
Bruine neushoornvogel (Anorrhinus tickelli)
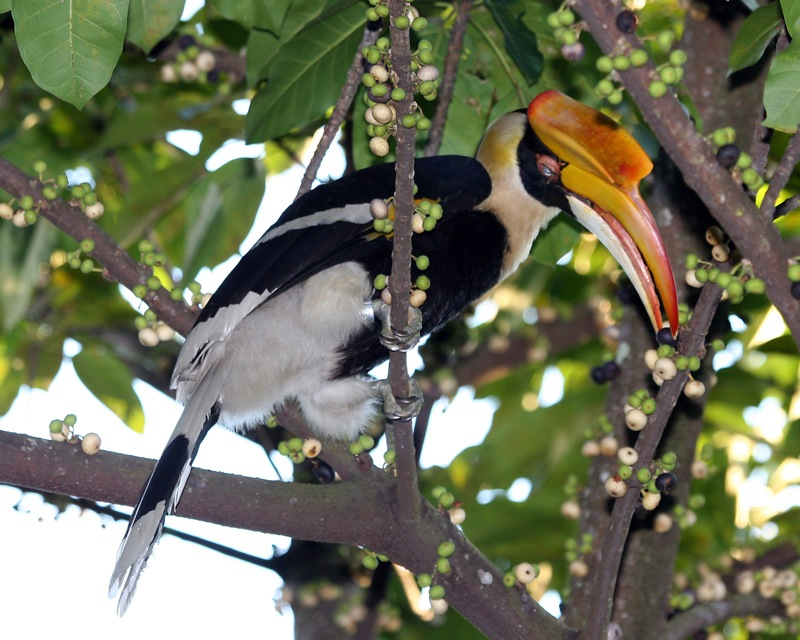
Dubbelhoornige neushoornvogel (Buceros bicornis)
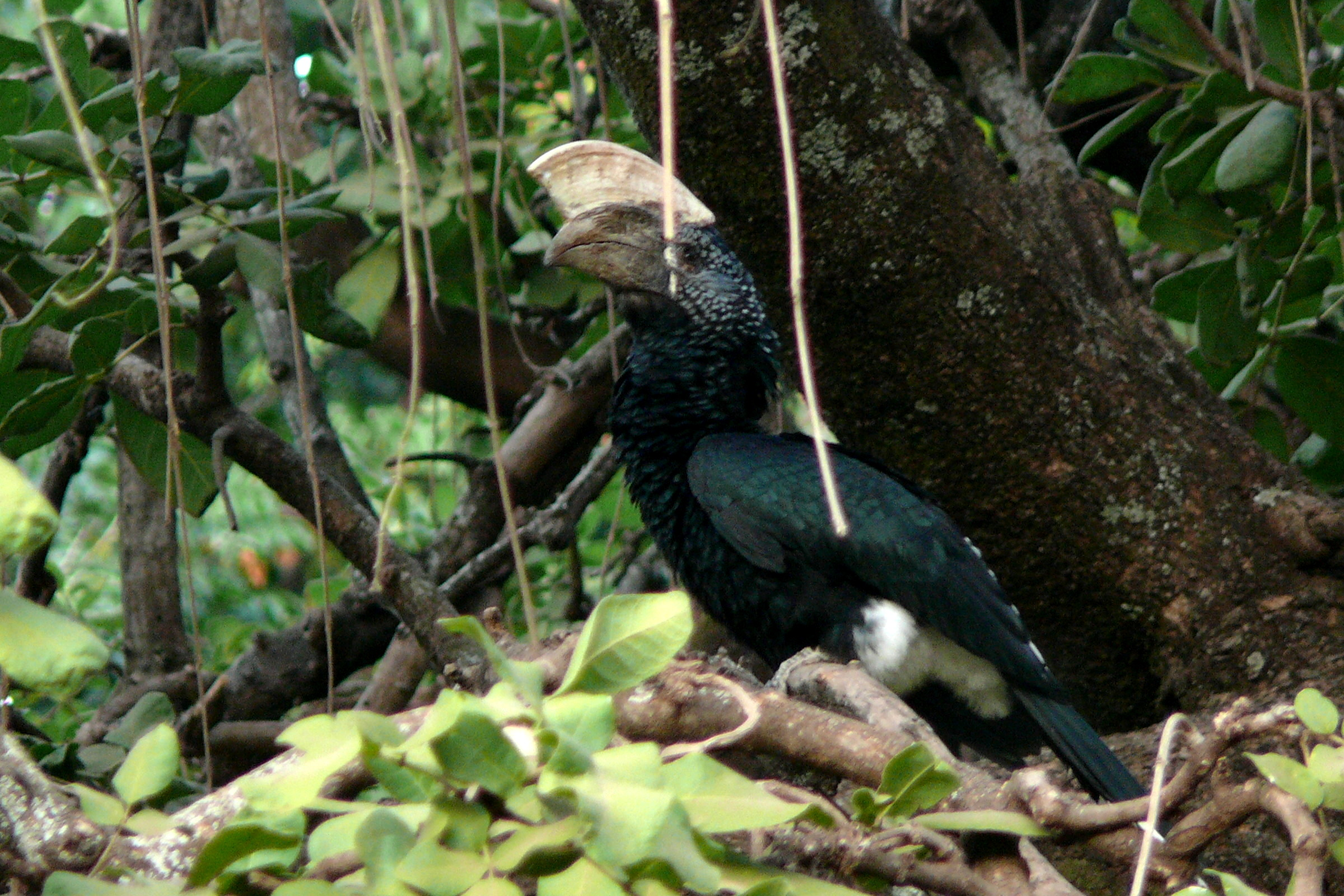
Zilveroorneushoornvogel in het Manyara Nationale Park (Bycanistes brevis)
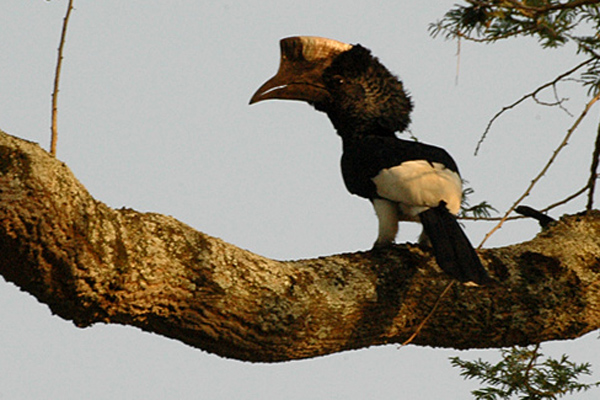
Grijsoorneushoornvogel (Bycanistes subcylindricus)
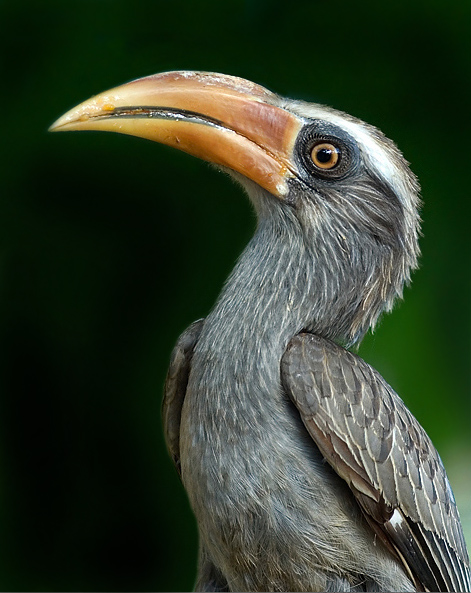
Malabartok (Ocyceros griseus)
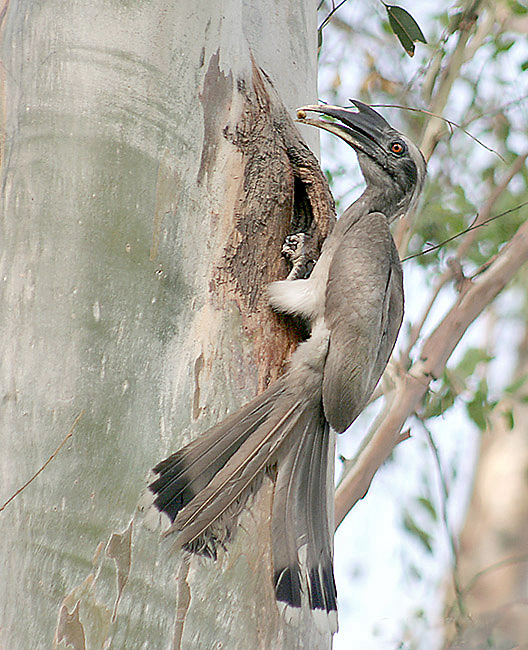
Wigstaarttok bij nestholte (Ocyceros birostris)
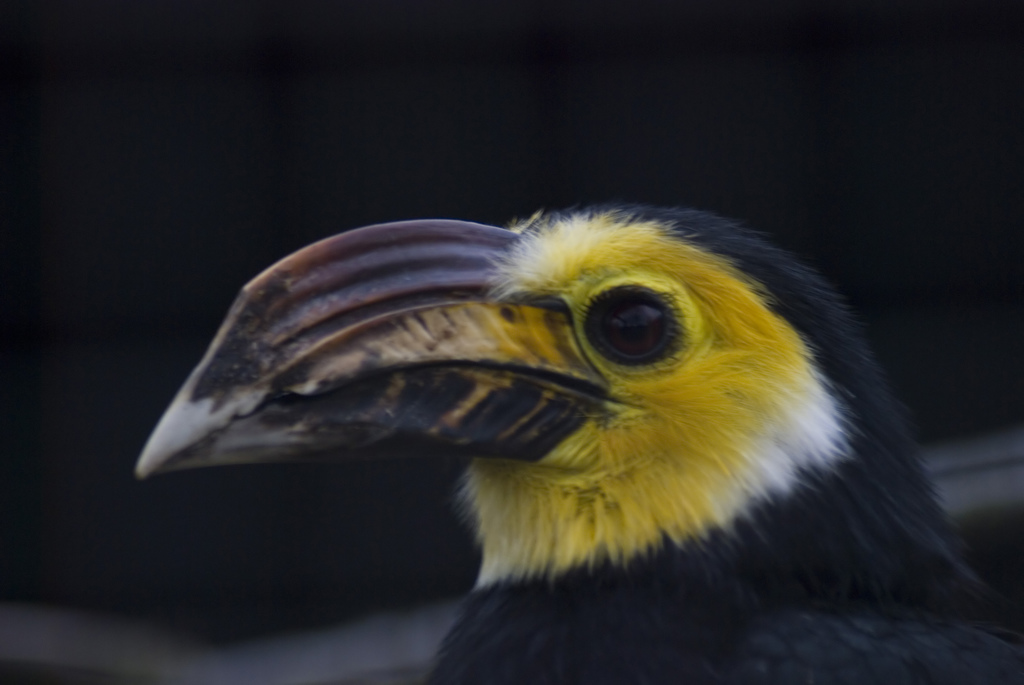
Temmincks neushoornvogel (Penelopides exhartus)
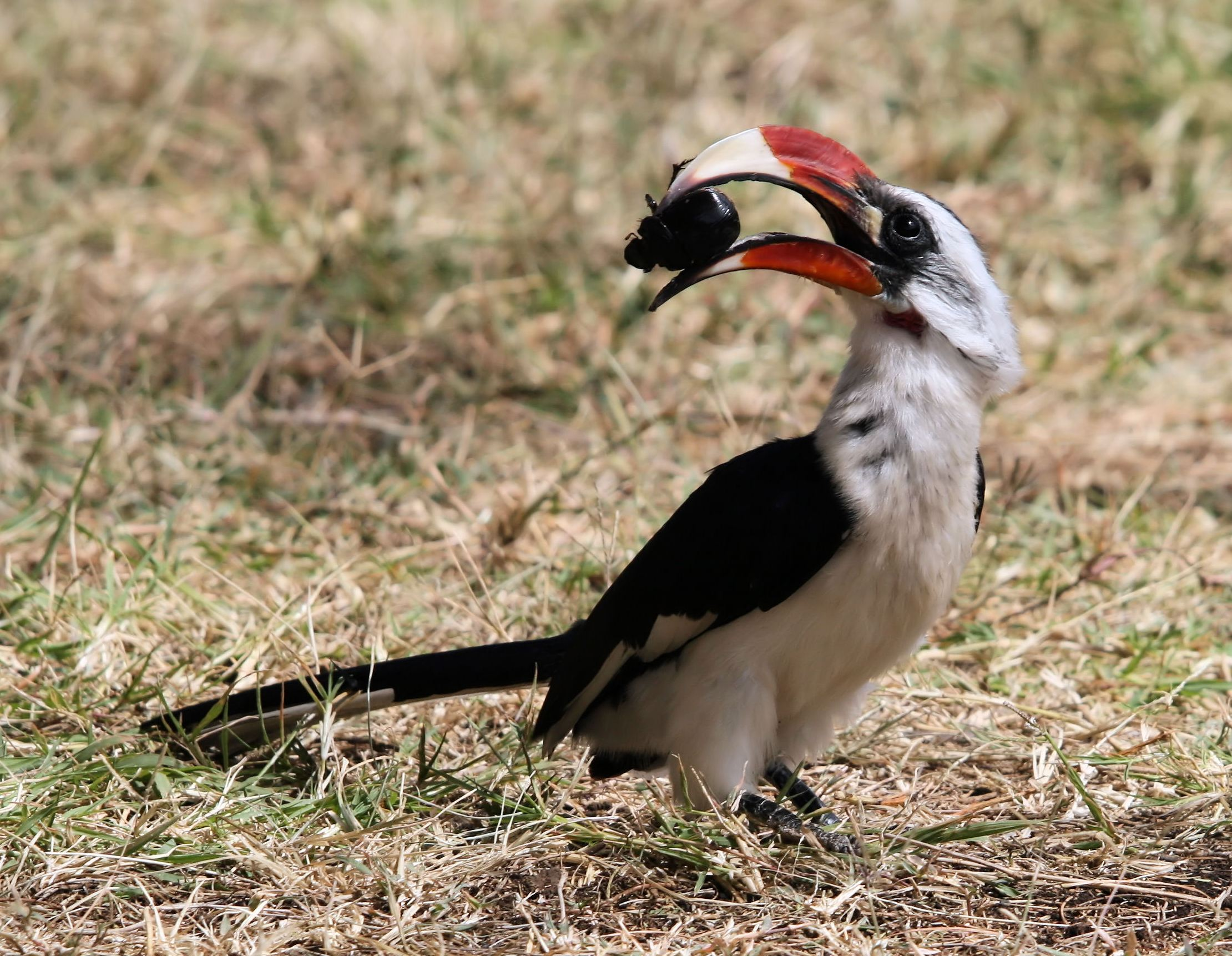
Von der Deckens tok (Tockus deckeni)